# 日生中央サピエ
日生中央サピエ（にっせいちゅうおうサピエ）とは、兵庫県川辺郡猪名川町に所在する、複合商業施設である。

## 概要
1989年（平成元年）11月1日にオープン。
阪急日生ニュータウンの公共交通の結節点である能勢電鉄日生線日生中央駅に隣接している。
阪急オアシス日生中央店を核テナントとし、阪急オアシス株式会社が運営管理を行っている。開業当初は阪急オアシスの母体である阪急百貨店のサテライト店舗も入居していたが、1998年以降に閉鎖された。

## フロア

### 1F
快適な暮らしの情報とふれあいのフロアマップ
- 阪急オアシス日生中央店
- ロッテリア日生中央サピエ店
- ケンタッキーフライドチキン日生中央サピエ店
- FUJIYA CONFECTIONERY
- マジックミシン
- クリーニングの交栄サピエ店

全23店舗

### 2F
感性と美・学・遊・覧のフロアマップ
- メガネの三城日生中央店
- ザ・ダイソー日生中央店
- ココカラファイン日生中央店
- パリミキ
- パレット

全12店舗

### かつてのテナント
かつては阪急百貨店の外商拠点などを兼ねて以下のテナントが入居していた。
- イングス日生中央店
- 阪急百貨店 ギフトラボ日生中央

## 営業時間
- 阪急オアシス 9:00 - 21:00
- ショッピング・サービスゾーン 10:00 - 20:00
- グルメゾーン 10:00 - 21:00

## アクセス

### 最寄駅
- 能勢電鉄日生線日生中央駅徒歩1分

### 駐車場
地上3階建ての立体駐車場が隣接している。駐車台数は888台。金額は2時間まで無料で、その後100円 / 30分（1日最大500円）。駐車場の運営は三井のリパークを展開する三井不動産リアルティ。

## イベント
毎年10月に日生中央よさこい祭が行われる。2Fサピエギャラリー、1Fセンタープラザで色々なイベントが行われている。

## イメージキャラクター
サッピーちゃん
カンパニュラ星出身。たくさんの友達を作り「友情と愛」を勉強にやってきた留学生。